# Patricia Strenius
Pour les articles homonymes, voir Strenius.
Patrisiya Strenius, née le 23 novembre 1989, est une haltérophile suédoise.

## Palmarès

### Championnats du monde
- 2021 à Tachkent
  -  Médaille d'argent au total en moins de 71 kg
  -  Médaille d'argent à l'arraché en moins de 71 kg

### Championnats d'Europe
- 2019 à Batoumi
  -  Médaille d'argent au total en moins de 76 kg
  -  Médaille d'argent à l'épaulé-jeté en moins de 76 kg
- 2018 à Bucarest
  -  Médaille d'or au total en moins de 69 kg
  -  Médaille d'argent à l'arraché en moins de 69 kg
  -  Médaille d'or à l'épaulé-jeté en moins de 69 kg